# آلات طيران خيالية
آلات طيران خيالية (باليابانية: 空想の空飛ぶ機械達، بالروماجي: Kūsō no Sora Tobu Kikaitachi) (بالإنجليزية: Imaginary Flying Machines)‏ هو فيلم أنمي ياباني قصير من تأليف وإخراج هاياو ميازاكي ومن إنتاج استوديو غيبلي. عرض الفيلم في متحف غيبلي في ميتاكا في عام 2002، وبلغت مدته 6 دقيقة. 

## القصة
تدور أحداث القصة عن الطيران والآلات العديدة التي تم تخيلها لتحقيق ذلك.

## وصلات خارجية
- آلات طيران خيالية على موقع IMDb (الإنجليزية)
- آلات طيران خيالية على موقع فيلمافينيتي (الإسبانية)
- آلات طيران خيالية على موقع قاعدة بيانات الفيلم (الإنجليزية)
- آلات طيران خيالية على موقع ليتربوكسد (الإنجليزية)
- آلات طيران خيالية على موقع كينوبويسك (الروسية)